# Giro di Turchia 2025
Il Giro di Turchia 2025, sessantesima edizione della corsa, valevole come evento dell'UCI ProSeries 2025 categoria 2.Pro, si svolge in 8 tappe dal  27 aprile al 4 maggio 2025 su un percorso di 1 150,6 km, con partenza da Adalia ed arrivo a Smirne, in Turchia. La vittoria fu appannaggio dell'olandese Wout Poels, il quale completò il percorso in 23h44'52", precedendo l'ecuadoriano Harold Martín López ed il colombiano Juan Guillermo Martínez.
Accreditati alla partenza 160 ciclisti.

## Tappe
| Tappa  | Data      | Percorso           | km      | Vincitore di tappa        | Leader cl. generale |
| ------ | --------- | ------------------ | ------- | ------------------------- | ------------------- |
| 1ª     | 27 aprile | Adalia > Adalia    | 132     | Simon Dehairs             | Simon Dehairs       |
| 2ª     | 28 aprile | Kemer > Kalkan     | 167,4   | Tibor Del Grosso          | Tibor Del Grosso    |
| 3ª     | 29 aprile | Fethiye > Marmaris | 175,9   | Lev Gonov                 | Tibor Del Grosso    |
| 4ª     | 30 aprile | Marmaris > Akyaka  | 115,4   | Wout Poels                | Wout Poels          |
| 5ª     | 1° maggio | Marmaris > Aydın   | 151     | neutralizzata per pioggia | Wout Poels          |
| 6ª     | 2 maggio  | Selçuk > Selçuk    | 156     | Harold Martín López       | Wout Poels          |
| 7ª     | 3 maggio  | Selçuk > Çeşme     | 144,2   | Elia Viviani              | Wout Poels          |
| 8ª     | 4 maggio  | Çeşme > Smirne     | 108,7   | Matteo Malucelli          | Wout Poels          |
| Totale | Totale    | Totale             | 1 150,6 |                           |                     |

## Squadre e corridori partecipanti
| N.      | Cod. | Squadra                       |
| ------- | ---- | ----------------------------- |
| 1-7     | TPP  | Team Picnic PostNL            |
| 11-17   | ADC  | Alpecin-Deceuninck            |
| 21-27   | XAT  | XDS Astana Team               |
| 31-37   | LOT  | Lotto                         |
| 41-47   | UXM  | Uno-X Mobility                |
| 51-57   | CJR  | Caja Rural-Seguros RGA        |
| 61-67   | EKP  | Equipo Kern Pharma            |
| 71-77   | VBF  | VF Group-Bardiani CSF-Faizanè |
| 81-87   | BBH  | Burgos-Burpellet-BH           |
| 91-97   | PTV  | Team Polti VisitMalta         |
| 101-107 | RKT  | Unibet Tietema Rockets        |
| 111-117 | EUS  | Euskaltel-Euskadi             |

| N.      | Cod. | Squadra                                      |
| ------- | ---- | -------------------------------------------- |
| 121-127 | TFT  | Solution Tech Vini Fantini                   |
| 131-137 | TFB  | Team Flanders-Baloise                        |
| 141-147 | WB2  | Wagner Bazin WB                              |
| 151-157 | TNN  | Team Novo Nordisk                            |
| 161-167 | TSG  | Terengganu Cycling Team                      |
| 171-177 | MSP  | Mazowsze Serce Polski                        |
| 181-187 | CGC  | China Glory-Mentech Continental Cycling Team |
| 191-197 | BAI  | Bike Aid                                     |
| 201-207 | IBB  | Istanbul Büyükșehir Belediye Spor Türkiye    |
| 211-217 | STC  | Spor Toto Cycling Team                       |
| 221-227 | KBB  | Konya Büyükşehir Belediye Spor               |

## Dettagli delle tappe

### 1ª tappa
- 27 aprile: Adalia > Adalia – 132 km

Risultati
| Pos. | Corridore        | Squadra  | Tempo    |
| ---- | ---------------- | -------- | -------- |
| 1    | Simon Dehairs    | Alpecin  | 2h51'04" |
| 2    | Matteo Malucelli | XDS      | s.t.     |
| 3    | Jules Hesters    | Flanders | s.t.     |

| Pos. | Corridore        | Squadra  | Tempo    |
| ---- | ---------------- | -------- | -------- |
| 1    | Simon Dehairs    | Alpecin  | 2h50'54" |
| 2    | Matteo Malucelli | XDS      | a 4"     |
| 3    | Jules Hesters    | Flanders | a 6"     |

### 2ª tappa
- 28 aprile: Kemer > Kalkan – 167,4 km

Risultati
| Pos. | Corridore        | Squadra | Tempo    |
| ---- | ---------------- | ------- | -------- |
| 1    | Tibor Del Grosso | Alpecin | 3h58'40" |
| 2    | Giovanni Lonardi | Polti   | s.t.     |
| 3    | Lander Loockx    | Unibet  | s.t.     |

| Pos. | Corridore        | Squadra | Tempo    |
| ---- | ---------------- | ------- | -------- |
| 1    | Tibor Del Grosso | Alpecin | 6h49'34" |
| 2    | Giovanni Lonardi | Polti   | a 4"     |
| 3    | Lander Loockx    | Unibet  | a 6"     |

### 3ª tappa
- 29 aprile: Fethiye > Marmaris – 147,4 km

Risultati
| Pos. | Corridore        | Squadra | Tempo    |
| ---- | ---------------- | ------- | -------- |
| 1    | Lev Gonov        | XDS     | 4h22'44" |
| 2    | Lander Loockx    | Unibet  | s.t.     |
| 3    | Tibor Del Grosso | Alpecin | s.t.     |

| Pos. | Corridore        | Squadra | Tempo     |
| ---- | ---------------- | ------- | --------- |
| 1    | Tibor Del Grosso | Alpecin | 11h12'14" |
| 2    | Lev Gonov        | XDS     | a 4"      |
| 3    | Lander Loockx    | Unibet  | s.t.      |

### 4ª tappa
- 30 aprile: Marmaris > Akyaka – 115,4 km

Risultati
| Pos. | Corridore           | Squadra | Tempo    |
| ---- | ------------------- | ------- | -------- |
| 1    | Wout Poels          | XDS     | 3h14'12" |
| 2    | Harold Martín López | XDS     | a 19"    |
| 3    | J. G. Martínez      | Picnic  | a 22"    |

| Pos. | Corridore           | Squadra | Tempo     |
| ---- | ------------------- | ------- | --------- |
| 1    | Wout Poels          | XDS     | 14h26'30" |
| 2    | Harold Martín López | XDS     | a 23"     |
| 3    | J. G. Martínez      | Picnic  | a 28"     |

### 5ª tappa
- 1° maggio: Marmaris > Aydın – 151 km

tappa neutralizzata per pioggia
| Pos. | Corridore           | Squadra | Tempo     |
| ---- | ------------------- | ------- | --------- |
| 1    | Wout Poels          | XDS     | 14h26'30" |
| 2    | Harold Martín López | XDS     | a 23"     |
| 3    | J. G. Martínez      | Picnic  | a 28"     |

### 6ª tappa
- 2 maggio: Kuşadası > Selçuk – 161,4 km

Risultati
| Pos. | Corridore           | Squadra | Tempo    |
| ---- | ------------------- | ------- | -------- |
| 1    | Harold Martín López | XDS     | 3h32'55" |
| 2    | Wout Poels          | XDS     | a 3"     |
| 3    | Johannes Kulset     | Uno-X   | a 11"    |

| Pos. | Corridore           | Squadra | Tempo     |
| ---- | ------------------- | ------- | --------- |
| 1    | Wout Poels          | XDS     | 17h59'22" |
| 2    | Harold Martín López | XDS     | a 16"     |
| 3    | J. G. Martínez      | Picnic  | a 58"     |

### 7ª tappa
- 3 maggio: Selçuk > Çeşme – 144,2 km

Risultati
| Pos. | Corridore          | Squadra | Tempo    |
| ---- | ------------------ | ------- | -------- |
| 1    | Elia Viviani       | Lotto   | 3h22'04" |
| 2    | Alexander Kristoff | Uno-X   | s.t.     |
| 3    | Davide Persico     | Wagner  | s.t.     |

| Pos. | Corridore           | Squadra | Tempo     |
| ---- | ------------------- | ------- | --------- |
| 1    | Wout Poels          | XDS     | 21h21'26" |
| 2    | Harold Martín López | XDS     | a 16"     |
| 3    | J. G. Martínez      | Picnic  | a 58"     |

### 8ª tappa
- 4 maggio: Çeşme > Smirne – 108,7 km

Risultati
| Pos. | Corridore          | Squadra | Tempo    |
| ---- | ------------------ | ------- | -------- |
| 1    | Matteo Malucelli   | XDS     | 2h23'26" |
| 2    | Alexander Kristoff | Uno-X   | s.t.     |
| 3    | Giovanni Lonardi   | Polti   | s.t.     |

| Pos. | Corridore           | Squadra | Tempo     |
| ---- | ------------------- | ------- | --------- |
| 1    | Wout Poels          | XDS     | 23h44'52" |
| 2    | Harold Martín López | XDS     | a 16"     |
| 3    | J. G. Martínez      | Picnic  | a 58"     |

## Evoluzione delle classifiche
| Tappa              | Vincitore                 | Classifica generale Maglia turchese | Classifica a punti Maglia verde | Classifica scalatori Maglia rossa | Bellezze turche Classifica sprint intermedi Maglia bianca | Classifica a squadre   |
| ------------------ | ------------------------- | ----------------------------------- | ------------------------------- | --------------------------------- | --------------------------------------------------------- | ---------------------- |
| 1ª                 | Simon Dehairs             | Simon Dehairs                       | Simon Dehairs                   | non assegnata                     | Willie Smit                                               | Team Flanders-Baloise  |
| 2ª                 | Tibor Del Grosso          | Tibor Del Grosso                    | Jon Aberasturi                  | Vinzent Dorn                      | Willie Smit                                               | XDS Astana Team        |
| 3ª                 | Lev Gonov                 | Tibor Del Grosso                    | Giovanni Lonardi                | Vinzent Dorn                      | Willie Smit                                               | Unibet Tietema Rockets |
| 4ª                 | Wout Poels                | Wout Poels                          | Giovanni Lonardi                | Ahmet Örken                       | Willie Smit                                               | Euskaltel-Euskadi      |
| 5ª                 | neutralizzata per pioggia | Wout Poels                          | Giovanni Lonardi                | Ahmet Örken                       | Willie Smit                                               | Euskaltel-Euskadi      |
| 6ª                 | Harold Martín López       | Wout Poels                          | Johannes Kulset                 | Wout Poels                        | Willie Smit                                               | Caja Rural-Seguros RGA |
| 7ª                 | Elia Viviani              | Wout Poels                          | Giovanni Lonardi                | Wout Poels                        | Willie Smit                                               | Caja Rural-Seguros RGA |
| 8ª                 | Matteo Malucelli          | Wout Poels                          | Giovanni Lonardi                | Wout Poels                        | Willie Smit                                               | Caja Rural-Seguros RGA |
| Classifiche finali | Classifiche finali        | Wout Poels                          | Giovanni Lonardi                | Wout Poels                        | Willie Smit                                               | Caja Rural-Seguros RGA |

Maglie indossate da altri ciclisti in caso di due o più maglie vinte
- Nella 2ª tappa Matteo Malucelli ha indossato la maglia verde al posto di Simon Dehairs.
- Nella 7ª ed 8ª tappa Ahmet Örken ha indossato la maglia rossa al posto di Wout Poels.

## Classifiche finali

### Classifica generale - Maglia turchese
| Pos. | Corridore             | Squadra    | Tempo     |
| ---- | --------------------- | ---------- | --------- |
| 1    | Wout Poels            | XDS        | 23h44'52" |
| 2    | Harold Martín López   | XDS        | a 16"     |
| 3    | J. Guillermo Martínez | Picnic     | a 58"     |
| 4    | Abel Balderstone      | Caja Rural | a 1'09"   |
| 5    | Johannes Kulset       | Uno-X      | a 1'11"   |
| 6    | G. Darío Gómez        | Polti      | a 1'48"   |
| 7    | Frank van den Broek   | Picnic     | a 1'50"   |
| 8    | Giovanni Carboni      | Unibet     | a 1'58"   |
| 9    | Adrien Maire          | Unibet     | a 2'09"   |
| 10   | Ibon Ruiz             | Kern       | a 2'19"   |

### Classifica a punti - Maglia verde
| Pos. | Corridore        | Squadra | Punti |
| ---- | ---------------- | ------- | ----- |
| 1    | Giovanni Lonardi | Polti   | 52    |
| 2    | Tibor Del Grosso | Alpecin | 41    |
| 3    | Matteo Malucelli | XDS     | 41    |
| 4    | Marc Brustenga   | Kern    | 34    |
| 5    | Johannes Kulset  | Uno-X   | 33    |

### Classifica scalatori - Maglia rossa
| Pos. | Corridore           | Squadra | Punti |
| ---- | ------------------- | ------- | ----- |
| 1    | Wout Poels          | XDS     | 20    |
| 2    | Ahmet Örken         | Spor    | 18    |
| 3    | Harold Martín López | XDS     | 16    |
| 4    | Burak Abay          | Konya   | 14    |
| 5    | Frank van den Broek | Picnic  | 10    |

### Classifica sprint intermedi - Maglia bianca
| Pos. | Corridore           | Squadra     | Punti |
| ---- | ------------------- | ----------- | ----- |
| 1    | Willie Smit         | China Glory | 14    |
| 2    | Mustafa Tekin       | Spor        | 9     |
| 3    | Konrad Czabok       | Mazowsze    | 9     |
| 4    | Mateusz Gajdulewicz | Mazowsze    | 5     |
| 5    | Vinzent Dorn        | Bike AID    | 5     |

### Classifica a squadre
| Pos. | Squadra                | Tempo     |
| ---- | ---------------------- | --------- |
| 1    | Caja Rural-Seguros RGA | 71h22'26" |
| 2    | XDS Astana Team        | a 1'22"   |
| 3    | Team Polti VisitMalta  | a 4'43"   |
| 4    | Euskaltel-Euskadi      | a 5'22"   |
| 5    | Equipo Kern Pharma     | a 9'01"   |